# 比布拉克特

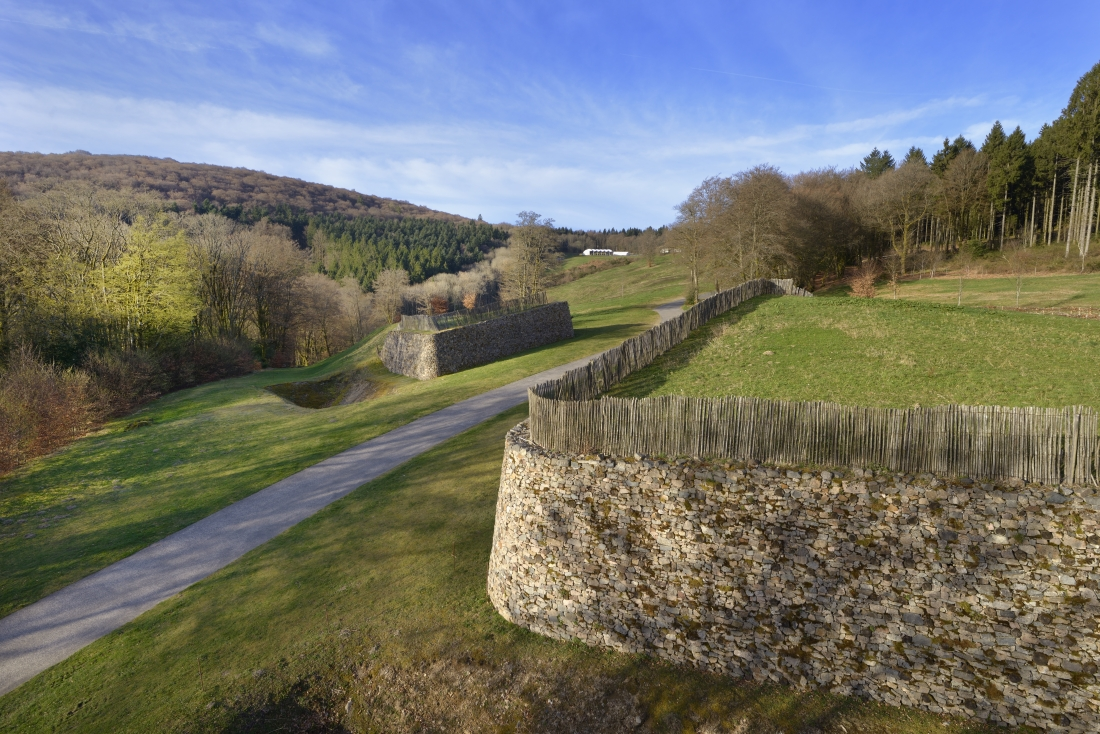
比布拉克特

比布拉克特（Bibracte）是高卢人建造的一个奥皮杜姆、丘堡，也是愛杜依人國家的首都，它位于法国勃艮第歐坦附近。
公元前58年，尤利烏斯·凱撒的军队在比布拉克特以南16英里处击败海尔维第人，這就是比布拉克特战役。 截止公元前52年，比布拉克特當地人口達三万。在羅馬帝國征服高卢數十年后，比布拉克特被廢棄，直到1867年至1895年间被考古人員發現後，比布拉克特才重見天日。
2007年12月12日，比布拉克特遗址被授予“法国伟大遗址”的称号。